# Sonegaon
Sonegaon är en ort i Indien.   Den ligger i distriktet Wardha och delstaten Maharashtra, i den centrala delen av landet, 900 km söder om huvudstaden New Delhi. Sonegaon ligger 254 meter över havet och antalet invånare är 12 614.
Terrängen runt Sonegaon är platt. Runt Sonegaon är det ganska tätbefolkat, med 248 invånare per kvadratkilometer. Närmaste större samhälle är Wardha, 15,7 km nordväst om Sonegaon. Trakten runt Sonegaon består till största delen av jordbruksmark.